# رشایقه
رشایقه (به عربی: الرشایقة) یک شهرداری در الجزایر است که در استان تیارت واقع شده است. رشایقه ۱۹٬۸۳۰ نفر جمعیت دارد.